# Bad Steben
Bad Steben je obec v německé spolkové zemi Bavorsko, v zemském okrese Hof. Před udělením titulu Královské bavorské státní lázně se obec jmenovala Steben a byla hornickým centrem ve Frankenwaldu.

## Historie
První písemná zmínka o obci pochází z 25. prosince 1374. Dlouho patřila k hohenzollerskému markrabství Bayreuth a v roce 1792 byla připojena k Prusku, 1806 k Francii a nakonec 1810 k Bavorsku.
Od 8. století probíhala v oblasti těžební činnost. V roce 1792 Alexander von Humboldt během deseti týdnů sepsal zprávu o nerostném bohatství oblasti. Zůstal zde až do roku 1795.
V roce 1832 se obec stala oficiálně státními lázněmi. Největšího rozmachu zdejší lázeňství dosáhlo v letech 1837 až 1915.
Na konci 2. světové války byla obec 14. dubna 1945 bez boje obsazena americkou armádou.

## Obecní symboly

### Znak
V modrém poli je stříbrný altán uvnitř kterého stojí zlatá fontána z které stříká pramen. Nad pramenem je písmeno „R“.
Modrá s bílou jsou zemské barvy Bavorska. Chrámek s pramenem symbolizuje prameny lázní Bad Stebenu. Písmeno „R“ odkazuje na přítomnost radonu v termální vodě.

## Geografie
Místní části:
- Bobengrün mit Horwagen (546)
- Bad Steben (1905)
- Carlsgrün (279)
- Christusgrün (32)
- Dürrnberg (12)
- Erlaburg (3)
- Fichten (15)
- Gerlas (73)
- Krötenmühle (9)
- Lochau (41)
- Mordlau (5)
- Obersteben (350)
- Oberzeitelwaid (2)
- Schafhof (12)
- Schleeknock (17)
- Schöne Aussicht (5)
- Thierbach (207)
- Thierbacherhammer (3)
- Thierbachermühle (6)
- Untere Zeitelwaidt (13)

Celkem: 3535 obyvatel (data z 31. prosince 2006).

## Politika

### Městská rada
Mimo starosty má rada města 16 členů. Komunální volby 2. března 2008 s účastí 74,6 % voličů měly tento výsledek:
| Strana                                        | Procenta | Počet míst | počet žen | rozdíl od předchozích volen |
| Christlich-Soziale Union in Bayern (CSU)      | 46,6 %   | 8          | 1         | + 1                         |
| Freie Wählerschaft (FW)                       | 23,1 %   | 4          | 2         | + 1                         |
| Sozialdemokratische Partei Deutschlands (SPD) | 21,3 %   | 3          | –         | –                           |
| Schaffende Bürger – Unabhängige Wähler (SBUW) | 9,0 %    | 1          | –         | - 2                         |

### Starostové
| August Wölfel                 | 1868–1875 |
| Johann Burger                 | 1876–1879 |
| Johann Heinrich Stöcker       | 1879–1881 |
| Heinrich Karl-Friedrich Ernst | 1882–1887 |
| Georg Heinrich Herpich        | 1888–1893 |
| Martin Rockelmann             | 1894–1929 |
| Philipp Horn                  | 1930–1933 |
| Heinrich Hagen                | 1934–1934 |
| Otto Gollwitzer               | 1934–1939 |
| Karl Gölkel                   | 1939–1943 |
| Erhard Martin Weinrich        | 1943–1945 |
| Kurt Steinitz                 | 1945      |
| Johann Findeiß                | 1945      |
| Johannes Schueller            | 1945      |
| Heinrich Völkel               | 1945–1969 |
| Gebhardt Steuer               | 1969–1969 |
| Erhardt Thumser               | 1969–1972 |
| Hans Brandl                   | 1972–1991 |
| Hellmut Nietner               | 1991–2001 |
| Bert Horn                     | 2001–     |

## Kultura a památky

### Stavby

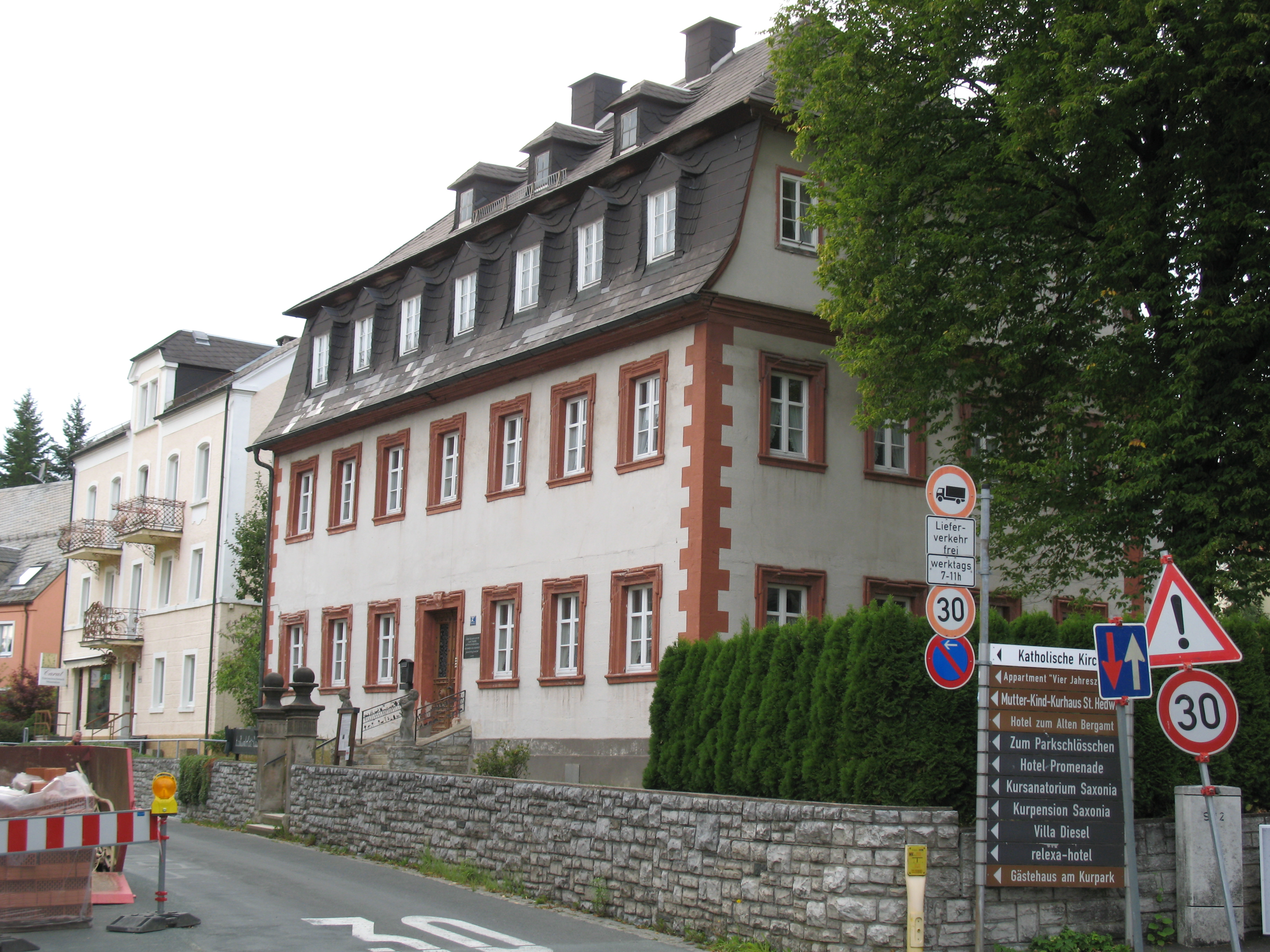
Humboldtův dům

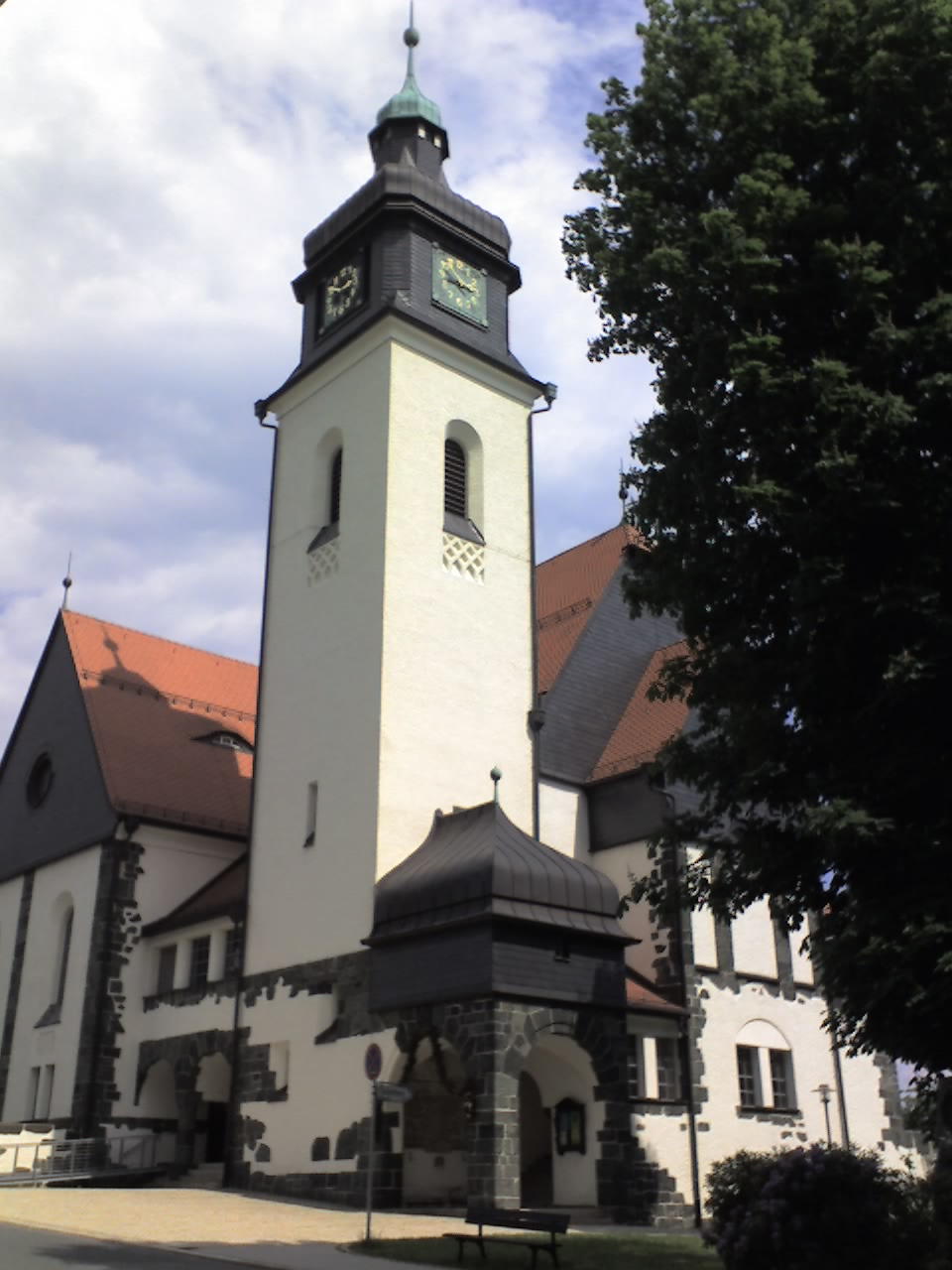
Luteránský kostel

- Radnice Bad Steben
- Opevněný kostel svaté Walburgy
- Luterárský kostel z roku 1910
- Humboldtův dům

### Léčivé prameny
Bad Steben má 3 zdroje termální vody:
- Tempel, s obsahem radou
- Wiesen
- Max-Marien, v Geroldsgrünu

Obec je vlastní od roku 1751, kdy je koupila za 600 guldenů od státu Bavorsko.

### Doprava
Lázně jsou dosažitelné po dálnici číslo 9 nebo vlakem.

## Osobnosti obce
- Ernst Hepp (1878–1968), právník a botanik
- Alexander von Humboldt (1769–1859), přírodovědec

## Partnerská města
- Berlin-Reinickendorf